# Тарасов, Евгений Михайлович (учёный)
Евгений Михайлович Тарасов (род. 1953) — учёный, преподаватель, доктор технических наук (2004), профессор (2005 год).

## Биография
Родился 22 февраля 1953 г. в Башкирии.

### Семья
Жена — Тарасова Елена Викторовна, преподаватель.
Дочь - Тарасова Анна Евгеньевна, к.т.н. доцент кафедры "Автоматика, телемеханика и связь на железнодорожном транспорте".

### Учёба и работа
В 1971 г. окончил среднюю школу № 6 г. Абдулино Оренбургской области. С 1971 г. после получения аттестата помощника машиниста электровоза и тепловоза, в ТЧ-12 станции Кинель работал помощником машиниста. Окончил Куйбышевский институт инженеров железнодорожного транспорта в 1980 году, по специальности «Автоматика, телемеханика и связь на железнодорожном транспорте». Учёбу в КИИТе совмещал с работой в лаборатории разработки перспективных систем интервального управления движением поездов кафедры ТОЭ КИИТа. Ежегодно участвовал в стройотрядах на строительстве Байкало-Амурской магистрали (1975—1979 гг.), а в 1980 г. — на строительстве кабельных сетей на Северной железной дороге. В 1980 г. после окончания института направлен на работу в научно-исследовательский сектор КИИТа в должности младшего научного сотрудника. В 1989 г. Окончил очную аспирантуру Московского института инженеров железнодорожного транспорта по специальности 05.22.07 — «Эксплуатация железнодорожного транспорта» (включая системы автоматики, телемеханики и связи) с защитой диссертации на соискание ученой степени кандидата технических наук на тему «Рельсовые цепи с обучаемыми классификаторами состояний».
С 1990 г. — доцент по кафедре «Автоматика, телемеханика и связь на железнодорожном транспорте». В 1991—1999 гг. — декан Электротехнического факультета. В 1999—2007 гг. — проректор по научной работе СамИИТ, СамГАПС, СамГУПС, 2008—2014 г.- САГМУ.
В 2004 г. — защита диссертации на соискание ученой степени доктора технических наук на тему «Инвариантные классификаторы состояний рельсовых линий для систем интервального управления движением поездов (недоступная ссылка)» по специальности 05.13.05 — «Элементы и устройства вычислительной техники и систем управления» в Уфимском государственном аэрокосмическом университете.
С 2005 г. — профессор по кафедре «Автоматика, телемеханика и связь на железнодорожном транспорте».
С 01.09.2014 г. — Проректор по связям с производством Самарского государственного университета путей сообщения), с 01.10.2020 - заведующий кафедрой "Автоматика, телемеханика и связь на железнодорожном транспорте" СамГУПС

## Увлечения
Классическая литература XIX века. Радиолюбительство.

## Научная и научно-издательская деятельность
Имеет более 350 научных и методических работ, в том числе — 50 изобретений, 8 монографии и 28 учебно-методических разработок. Участник различных конференций.
Автор и руководитель научной школы «Исследование и разработка инвариантных систем распознавания состояний объектов с распределенными параметрами», за время существования которой под его руководством защитили диссертации 1 доктор технических наук и 10 кандидатов технических наук.
Действительный член Международной академии транспорта, Международной академии экологии и безопасности жизнедеятельности, Академии наук социальных технологий и местного самоуправления.

## Основные работы

### Монографии
1. Носырев Д. Я., Тарасов Е. М., Левченко А. С., Мохонько В. П. Научные основы контроля диагностирования тепловозных дизелей по параметрам рабочих процессов. (монография). — Самара, СамИИТ, 2001.
2. Тарасов Е. М. Инвариантные системы контроля состояний рельсовых линий. (монография). — Самара, СамГАПС, 2002.
3. Тарасов Е. М. Математическое моделирование рельсовых цепей с распределенными параметрами рельсовых линий. — Самара: Изд-во «СамГАПС», 2003. — 118 с. (с грифом УМО).
4. Тарасов Е. М. Принципы распознавания в классификаторах состояний рельсовых линий. (монография). — М., Маршрут, 2004.
5. Тарасов Е. М. Основные подходы к оценке рисков вложения инвестиций в систему организации железнодорожного транспорта. (монография). — Самара., Самарский муниципальный ин-т упр., 2010.
6. Тарасов Е. М. Принцип инвариантности в системах контроля состояний рельсовых линий. (монография). — М., УМЦ ЖДТ, 2016.